# Pegaso 6025
El Pegaso 6025 és un model de midibús urbà produït pel fabricant d'automòbils català ENASA entre els anys 1972 i 1980. Fou carrossat per les empreses Noge i Monotral.

## Història
El model, basat en el Pegaso 6050, fou presentat en el Saló Internacional de l'Automòbil de Barcelona de 1972 amb el lema "Autobusos del futur". Essencialment eren una versió acurtada, només 9,8 metres, del Pegaso 6050, l'autobús més modern de l'empresa aleshores. Equipava un motor posterior en línia Pegaso 9135 que produïa 150 CV. Fou un dels primers autobusos d'agent únic (sense cobrador) d'Espanya, introduïnt està novetat que posteriorment seria norma. Prestaren servici a la xarxa de l'EMT Madrid entre 1973 i 1986 i SALTUV (València) entre 1975 i 1985.

## Empreses i operadors
- Autobuses Salmantinos[7]
- Empresa Municipal de Transportes de Madrid (EMT)
- Empresa Municipal de Transports de Palma (EMT)[8]
- Empresa Municipal de Transports de València (EMT)